# 东大桥站 (长春市)

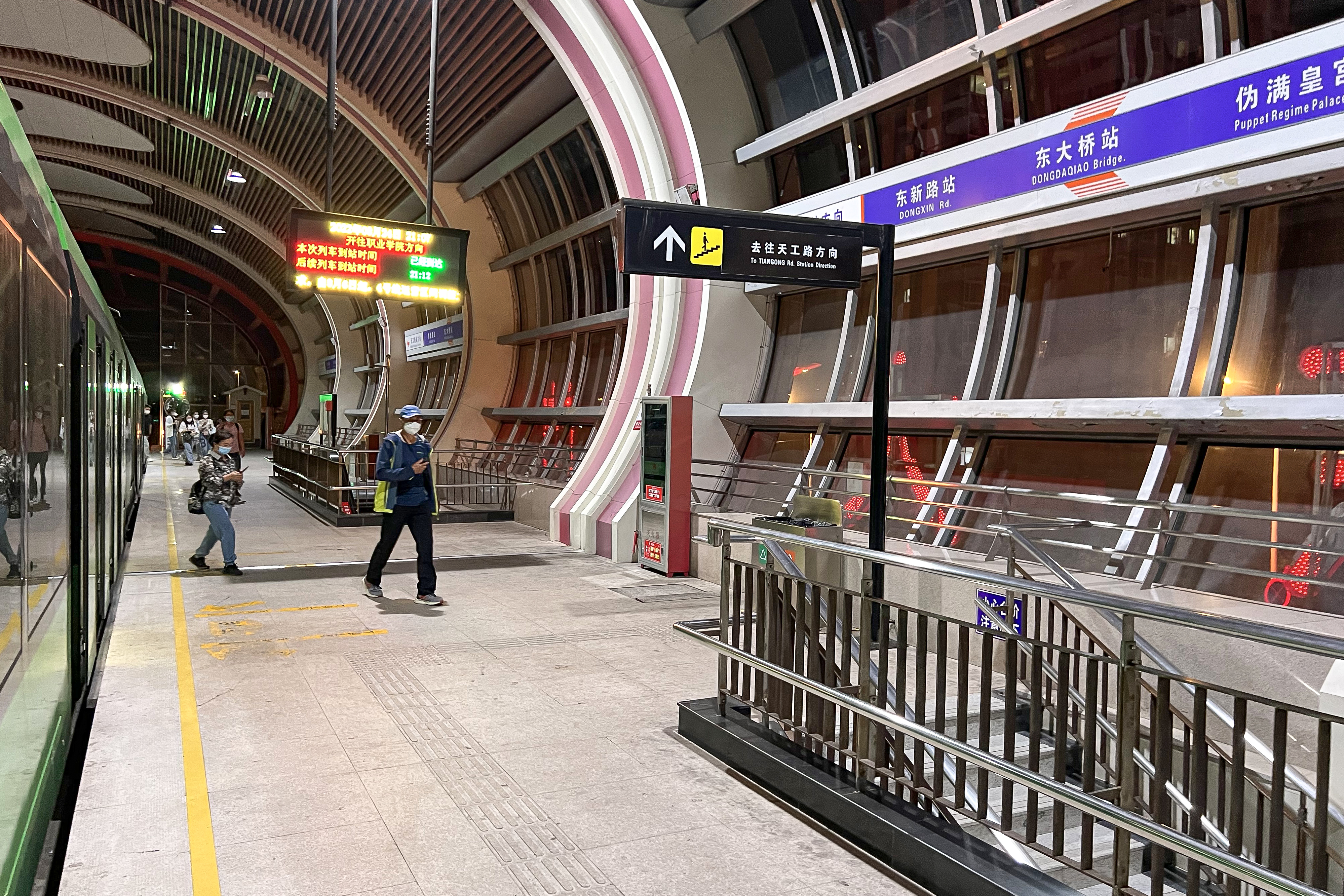
站台

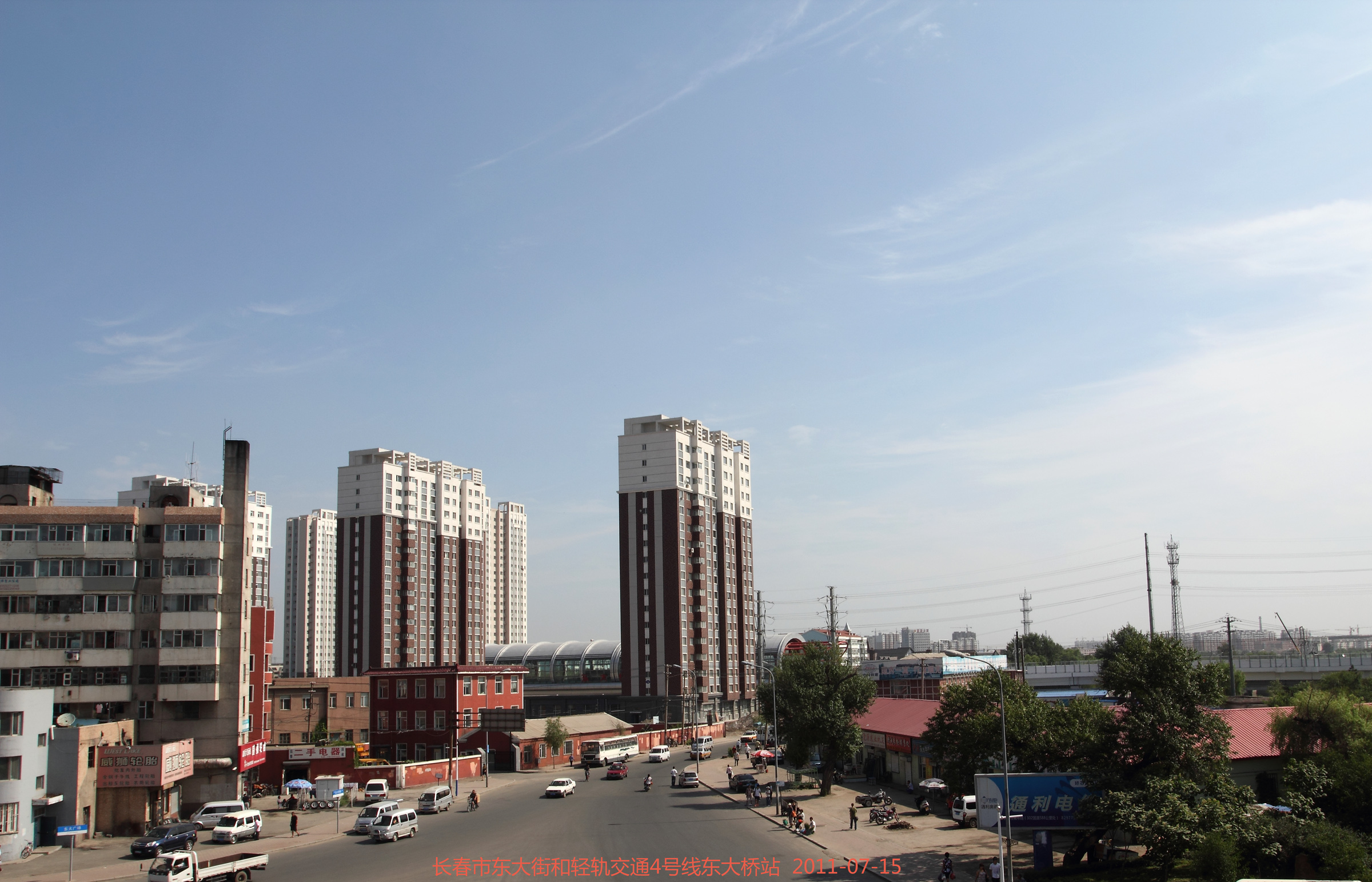
车站远景

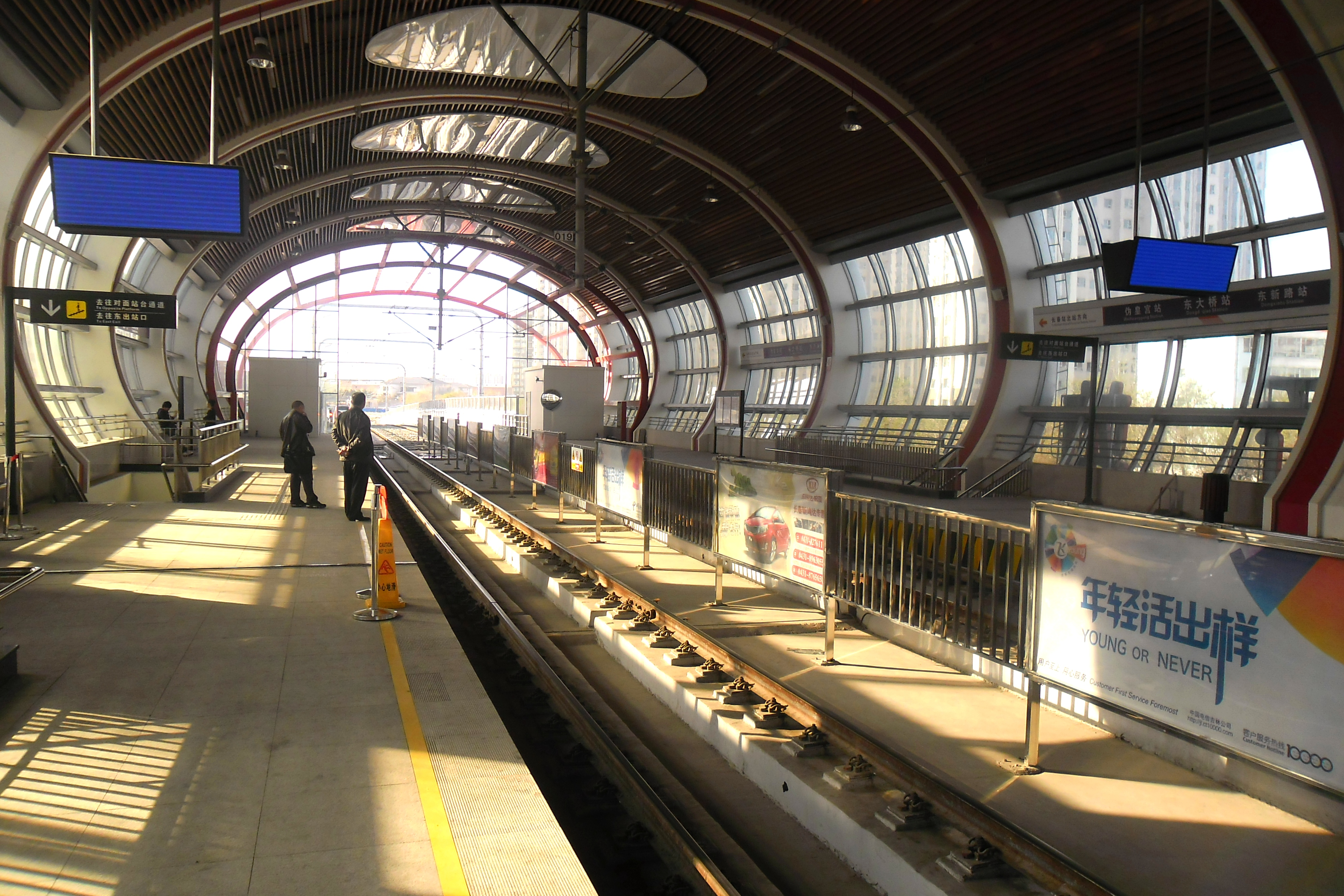
车站2012年试运营期站台

东大桥站是位于吉林省长春市南关区的一个轻轨车站，属于长春轨道交通4号线。

## 车站构造
两个侧式月台，为高架车站。

## 历史
- 2011年10月 - 开始使用。

## 车站周边
- 东大广场
- 东大桥
- 吉盛伟邦